# The Winning Goal (film 1920)
The Winning Goal è un film muto del 1920 diretto da G.B. Samuelson. Ambientato nel mondo del calcio, ha nel ruolo del protagonista Harold Walden, attaccante e campione olimpico a Stoccolma. Nel film appare anche un altro vero calciatore, Jack Cock, che giocò anche nella nazionale inglese.

## Trama
Un calciatore è venduto a una squadra rivale. Lui vincerà l'incontro nonostante un braccio rotto.

## Produzione
Il film fu prodotto dalla G.B. Samuelson Productions.

## Distribuzione
Distribuito dalla General Film Distributors (GFD), il film uscì nelle sale cinematografiche britanniche nell'agosto 1920.